# Gala Inc
Гала Инк (株式会社ガーラ) — холдинговая компания базирующаяся в Токио, Япония, которая управляет группой компаний ГАЛА, которая состоит из дочерних компаний охватывающих три вида бизнеса: MMORPG игры, веб-дизайн и анализ данных. В рамках группы компаний созданная Корпорация Гала Лаборатория, после слияния Aeonsoft и nFlavor, находится в Южной Корее, разрабатывает игры для портала онлайн-игр группы gPotato. 
Группа компаний ГАЛА фокусируется на развитии массовых многопользовательских онлайновых ролевых игр и лицензировании игр в первую очередь азиатских разработчиков для аудитории Северной Америки, Европы, Азии и Южной Америки. Для покрытия на местах есть филиалы, расположенные в ЕС, США, Бразилии, Японии и Южной Корее.
Игры ГАЛА Группы являются свободными и для игры не требуется ежегодный/ежемесячный платёж; доход формируется из микроплатёжей системы. Игры доступны с сайтов портала региональной группы gPotato.
В то время как бо́льшая часть бизнеса групп компаний ГАЛА вращается вокруг MMORPG игр, не все компании группы принимают участие в онлайн-играх.
Команды компании Лаборатория Гала публикуют игры разработчиков из Сеула и других, сторонних разработчиков. Одной из издательских компаний в группе GALA являются Гала-Net Инк (Саннивейл, США). 
В августе 2005 года Гала-Net Инк открыта как североамериканская дочерняя компания и издатель онлайн игр. Компания предоставляет услуги на английском и испанском рынках. Генеральный директор Гала-Net, Джихан Юнг, был одним из первых сотрудников Гала Инк в Японии. 
Гала-Net в настоящее время имеет рейтинг BBB «А +». Игры предлагаются в английском и испанском языках через портал gPotato.com: Iris Online, AIKA Online, Allods Online, Luna Online, TalesRunner, Rappelz и Prius Online, Flyff на английском и Flyff на испанском языке.